# لوراکاربف
لورکاربف (به انگلیسی: Loracarbef) یک آنتی‌بیوتیک است. اگر چه این آنتی‌بیوتیک یک کارباسفم است، اما گاهی همراه با آنتی‌بیوتیک‌های سفالوسپورین نسل دوم دسته‌بندی می‌شود. لوراکاربف یک آنالوگ مصنوعی "carba" از سفاکلور بوده و پایدارتر است.

## تاریخچه
لوراکاربف در سال ۱۹۹۱ تأییدیه سازمان غذا و دارو (آمریکا) را دریافت کرد و با نام تجاری Lorabid به بازار عرضه شد. استفاده از آن در سال ۲۰۰۶ قطع شد. 

## عوارض جانبی
شایع‌ترین عارضهٔ جانبی داروی لوراکاربف (Loracarbef) مشکلات گوارشی، به‌ویژه 
 است.
این عارضه در حدود ۴٫۱٪ از مصرف‌کنندگان گزارش شده‌است. سایر عوارض گوارشی می‌توانند شامل حالت تهوع، استفراغ و درد شکمی باشند.
از دیگر عوارض کمتر شایع می‌توان به سردرد، سرگیجه، راش پوستی یا کهیر اشاره کرد. در موارد نادر، مصرف این دارو ممکن است به کولیت پسودوممبران ناشی از عفونت *Clostridium difficile* منجر شود که نیاز به مداخلهٔ فوری پزشکی دارد.